# Cloridazone-catecolo diossigenasi
La cloridazone-catecolo diossigenasi è un enzima appartenente alla classe delle ossidoreduttasi, che catalizza la seguente reazione:
5-ammino-4-cloro-2-(2,3-diidrossifenil)-3(2H)-piridazinone + O2 ⇄ 5-ammino-4-cloro-2-(2-idrossimuconoil)-3(2H)-piridazinone
Si tratta di una proteina contenente ferro, che richiede Fe2+ addizionale. Non è uguale alla catecolo 1,2-diossigenasi (numero EC 1.13.11.1), né alla catecolo 2,3-diossigenasi (numero EC 1.13.11.2) o alla omogentisato 1,2-diossigenasi (numero EC 1.13.11.5). L'enzima è coinvolto nella degradazione dell'erbicida cloridazone.